# Andrea de Marchi
Pour les articles homonymes, voir Marchi.
Pas d'image ? Cliquez ici

a Compétitions nationales et continentales officielles uniquement.

b Matchs officiels uniquement.
Andrea De Marchi, né le 19 novembre 1988 à Montebelluna (Italie), est un joueur international italien de rugby à XV évoluant au poste de Pilier.
Après avoir évolué avec le Benetton Trévise, il joue en France avec le Stade montois puis retourne en Italie, jouant avec Rugby Rovigo, Aironi Rugby, les Zebre, Rugby I Medicei et Fiamme Oro Rugby.